# Marie-Immaculée de Habsbourg-Toscane (1878-1968)
Pour les articles homonymes, voir Marie-Immaculée de Habsbourg-Toscane.
Marie-Immaculée de Habsbourg-Toscane, née à Baden, Autriche-Hongrie, le 3 septembre 1878, et morte au château d'Altshausen, Altshausen, Allemagne de l'Ouest, le 25 novembre 1968, est une archiduchesse d'Autriche et princesse de Toscane, devenue duchesse de Wurtemberg par mariage en 1900.

## Biographie

### Famille
Quatrième fille et septième des dix enfants de l'archiduc Charles Salvator de Habsbourg-Toscane (1839-1892) et de son épouse la princesse Marie-Immaculée des Deux-Siciles (1844-1899),, Marie-Immaculée de Habsbourg-Toscane, parfois appelée « Rainera » pour la distinguer de sa mère, naît à Baden, le 3 septembre 1878.

### Mariage
Marie-Immaculée de Habsbourg-Toscane se marie le 29 octobre 1900 à Vienne avec le duc Robert de Wurtemberg, né le 14 janvier 1873 à Meran, et mort le 12 avril 1947 au château d'Altshausen,. Le marié est le second fils et le quatrième des cinq enfants du duc Philippe de Wurtemberg, chef de la branche ducale de sa famille et de l'archiduchesse Marie-Thérèse d'Autriche.
Ce mariage est demeuré sans postérité,.

### Mort
Veuve depuis 1947, Marie-Immaculée de Habsbourg-Toscane meurt au château d'Altshausen, où elle résidait depuis les années 1920 avec plusieurs membres de la famille de Wurtemberg, le 25 novembre 1968, à l'âge de 90 ans. Dernière survivante de sa fratrie, elle est inhumée dans la crypte du château d'Alsthausen.

## Honneurs
Marie-Immaculée de Habsbourg-Toscane est :
- Dame noble de l'ordre de la Croix étoilée, Autriche-Hongrie ;
- Dame d'honneur de l'ordre de Thérèse (Royaume de Bavière).